# San Francisco Columbarium & Funeral Home
O San Francisco Columbarium & Funeral Home é um columbário de propriedade e operado pela Dignity Memorial, na One Loraine Court, perto das ruas Stanyan e Anza, imediatamente ao norte do Golden Gate Park em San Francisco, Califórnia. Construído em 1898 pelo arquiteto Bernard J.S. Cahill, o Columbarium com cúpula de cobre é um exemplo de arquitetura neoclássica. É o único local de sepultamento não-confessional dentro dos limites da cidade de São Francisco que está aberto ao público e tem espaço disponível.

## Sepultamentos notáveis
O Columbarium contém os restos, memoriais e cenotáfios de algumas das famílias fundadoras mais proeminentes de São Francisco e também de celebridades:
- George Ainslie (1838–1913) – Delegado do Congresso do Território de Idaho
- John Backus (1928–2007) – Cientista da computação pioneiro, criador do Fortran e recebedor do Prêmio Turing de 1977
- Chet Helms (1942–2005) – Produtor musical e pai do "Verão do Amor" de 1967 em São Francisco
- Frank E. Hill  (1850–1906) – Oficial do Exército dos Estados Unidos durante as guerras indígenas nos Estados Unidos e ganhador da Medalha de Honra
- Harry August Jansen (1883–1955) – Mágico profissional, também conhecido como Dante the Magician
- Jerry Juhl (1938–2005) – Roteirista do The Muppets
- Anna Elizabeth Klumpke  (1856–1942) – Pintora
- Dorothea Klumpke (1861–1942) – Astrônoma e matemática; 339 Dorothea e 1040 Klumpkea foram denominados em sua memória
- Domingo Marcucci (1827–1905) – Construtor e proprietário de navios nascido na Venezuela
- Roddy McDowall (1928–1998) – Ator
- Edward Robeson Taylor (1838–1923) – 28.º Prefeito de São Francisco (Califórnia)

## Galeria

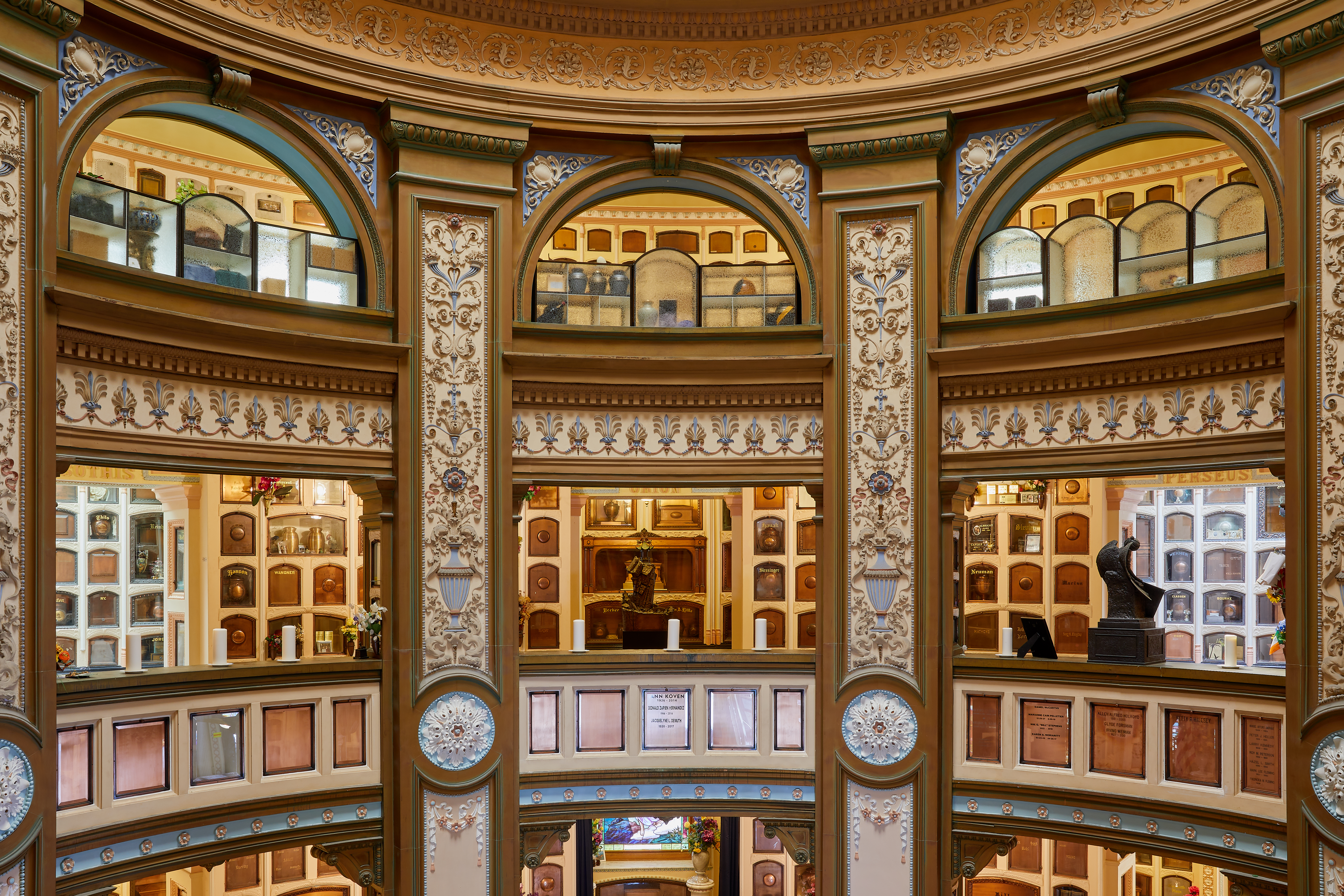
View of the Columbarium′s interior
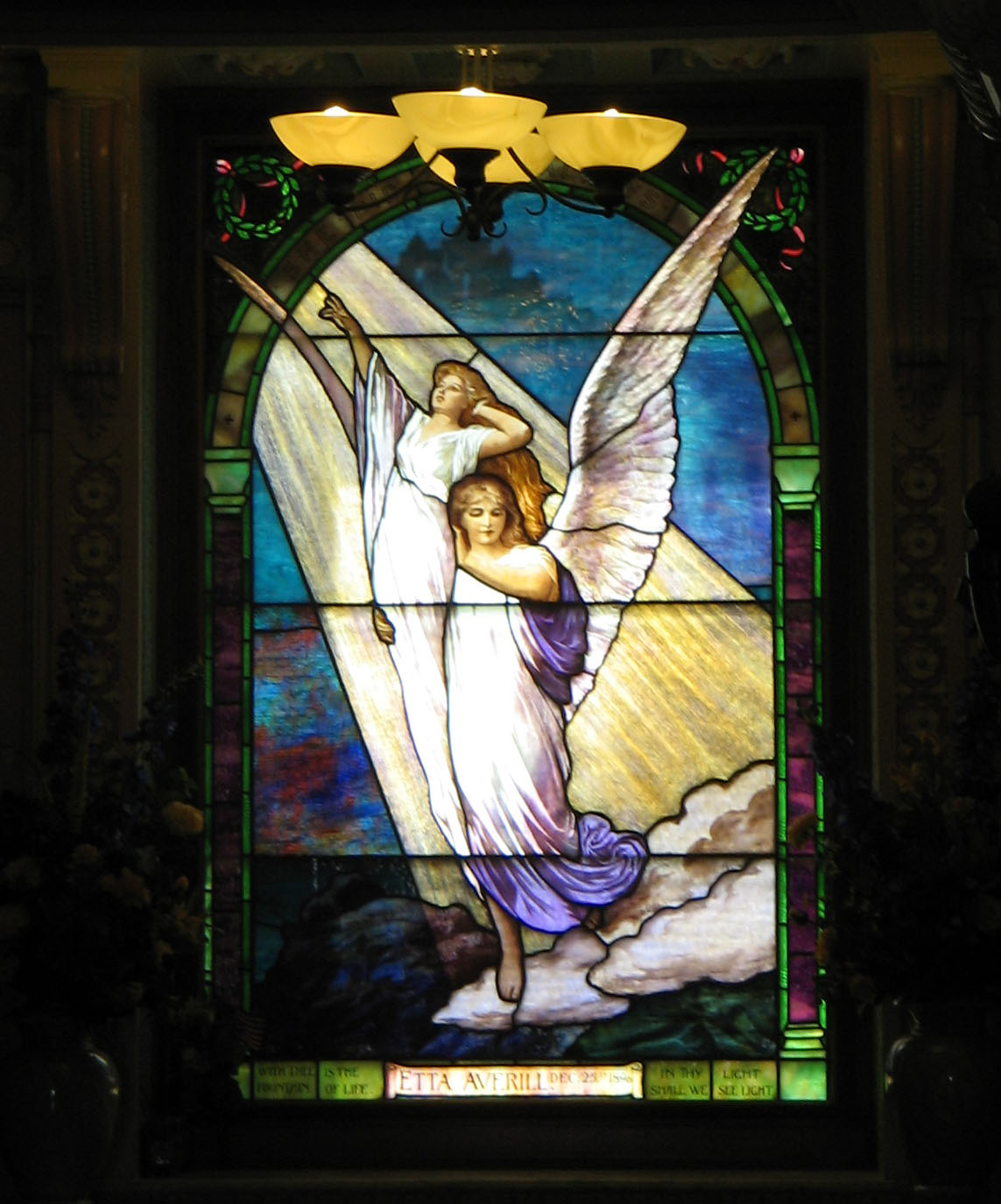
A stained glass window in the Columbarium
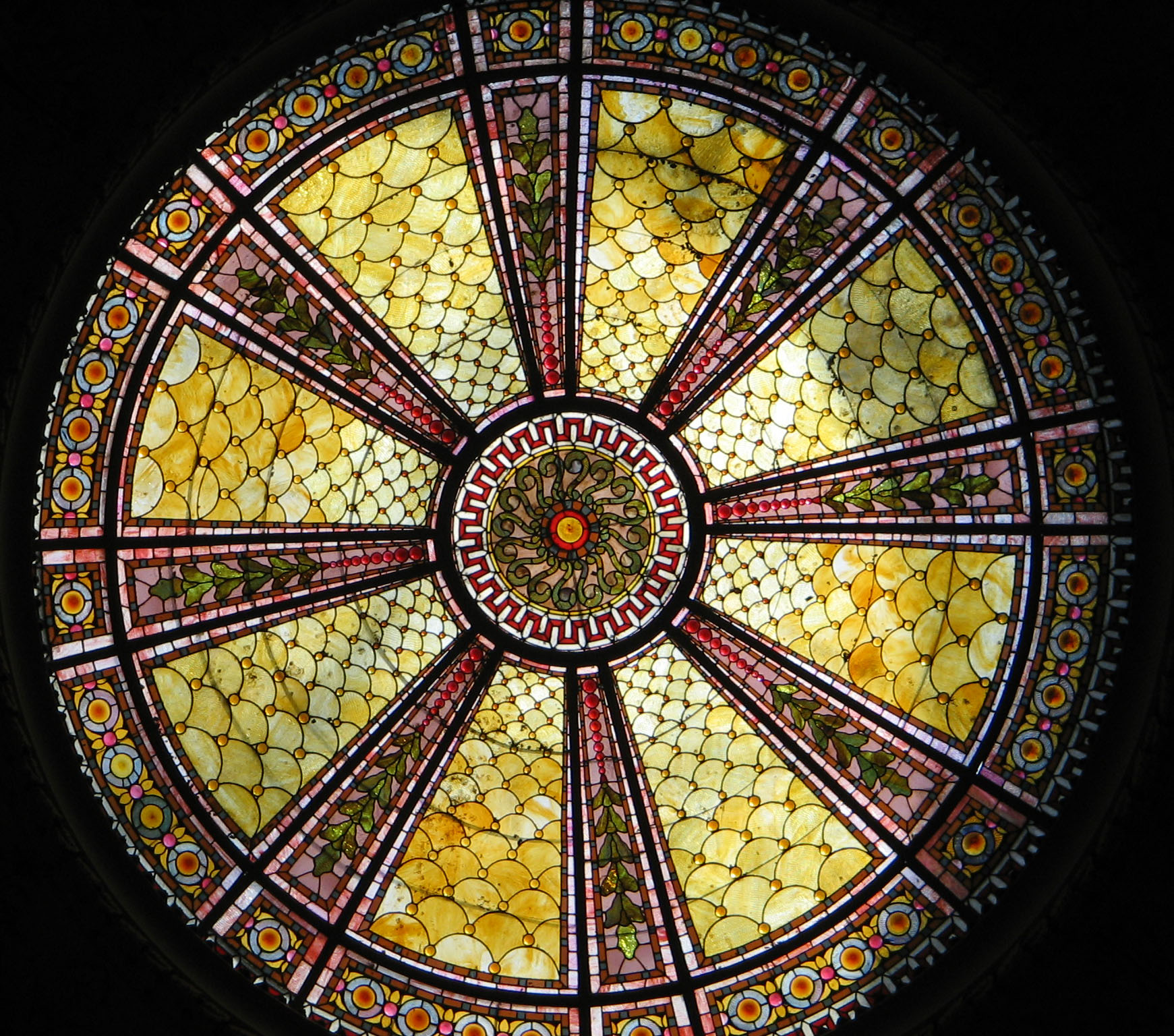
The stained glass window in the dome ceiling